# Озерцо (Щомыслицкий сельсовет, Минский район)
Озерцо (бел. Азярцо́) — агрогородок в Минском районе Минской области Беларуси. В составе Щомыслицкого сельсовета. Расположен на расстоянии 4 км на юго-запад от Минска.
Наравне с Заславлем является чемпионом по количеству историко-культурных ценностей Минского района.

## География
Расположен на автомобильной дороге Н8931.

### Гидрография
Недалеко от агрогородка протекает река Птичь.

## История
В 1709 году упоминается как деревня в составе фольварка Городище Минском воеводстве Великого Княжества Литовского.
В 1939—1960 годах центр Строчицкого сельсовета.
Решением Минского районного Совета депутатов от 17 февраля 2011 года № 103 деревня Озерцо преобразована в агрогородок.

## Население

### Численность
- 2010 год — 389 домов, 1 320 человек

### Динамика
- 1999 год — 1 164 человек (перепись населения)
- 2009 год — 1 272 человек (перепись населения)
- 2010 год — 389 домов, 1 320 человек

## Транспорт

### Автобус
- Минск (Автостанция Юго-Западная) — Богушево
- Минск (Автостанция Юго-Западная) — Чики
- Минск (Автостанция Юго-Западная) — Дубенцы
- Минск (Автостанция Юго-Западная) — Озерцо-2
- Минск (Автостанция Юго-Западная) — СПК Калинина
- Минск (Автостанция Юго-Западная) — Западное кладбище

Маршрутное такси 1111 Боровляны — Озерцо

## Образование
Озерцовская средняя школа — государственное среднее общее учреждение образования в аг. Озерцо. Школа начала свою работу 1 сентября 2007 года в новом двухэтажном здании.

## Культура и досуг
- Дом культуры
- Белорусский государственный музей народной архитектуры и быта (расположен между населёнными пунктами Озерцо и Строчица)

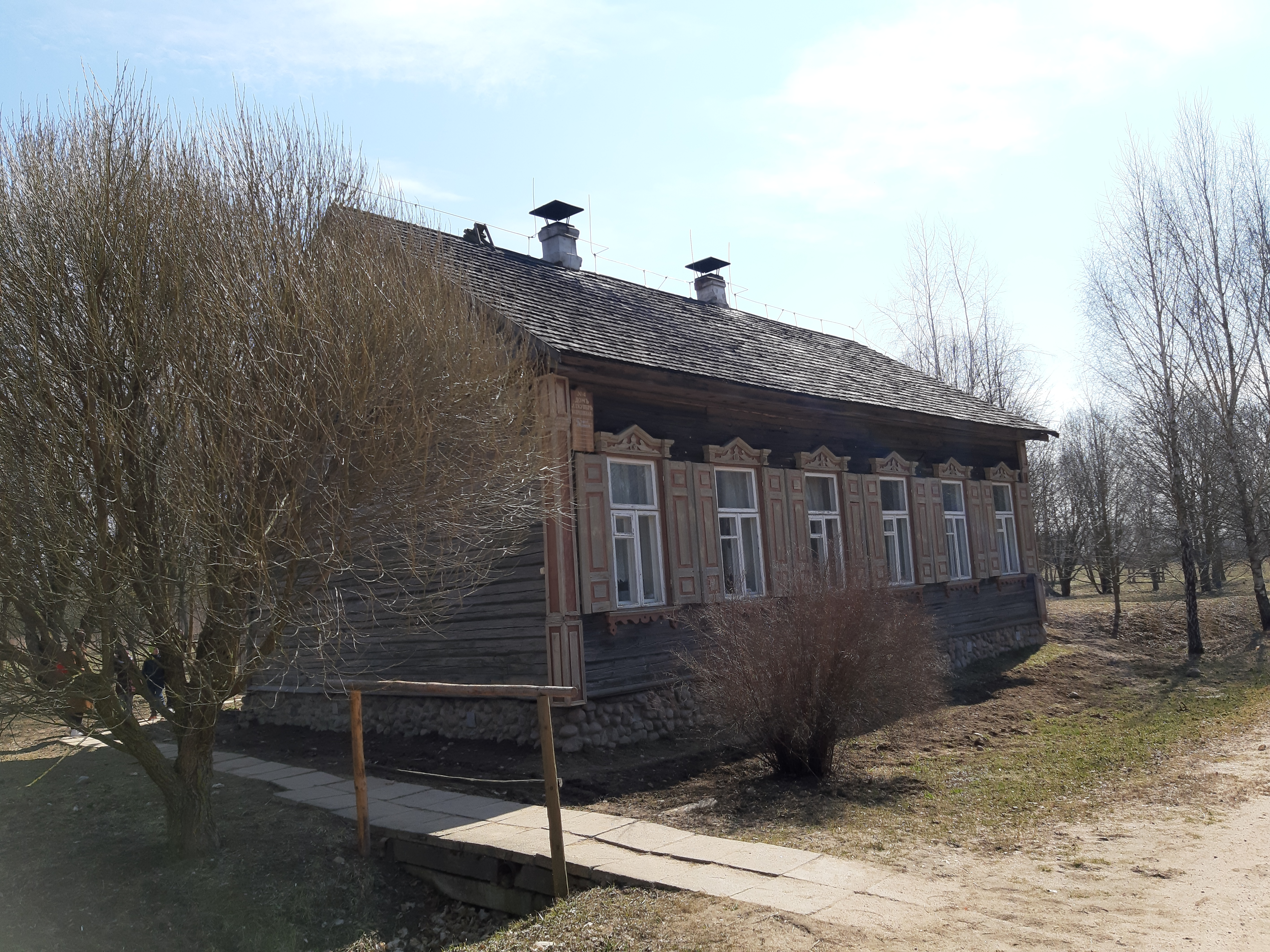
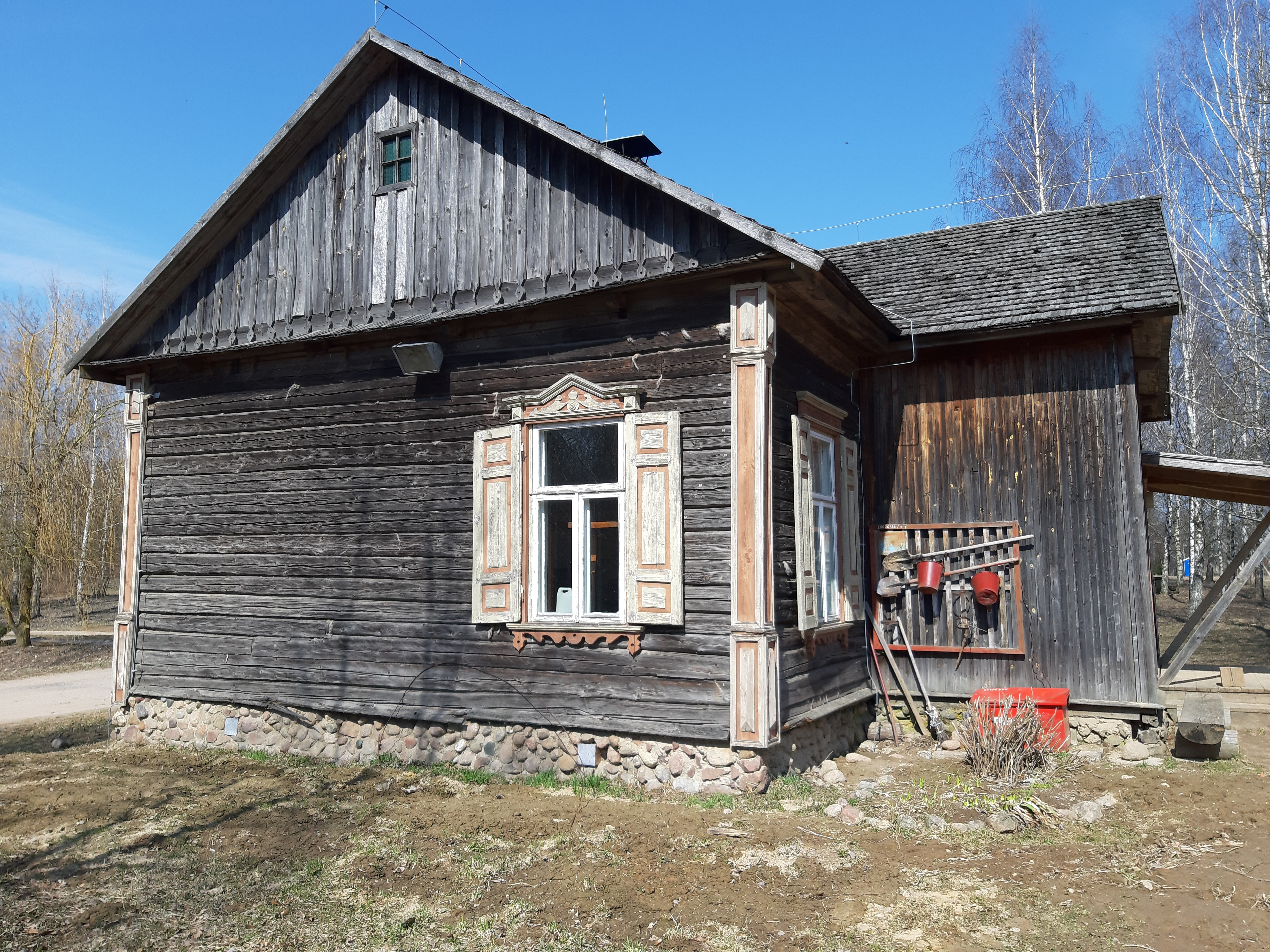
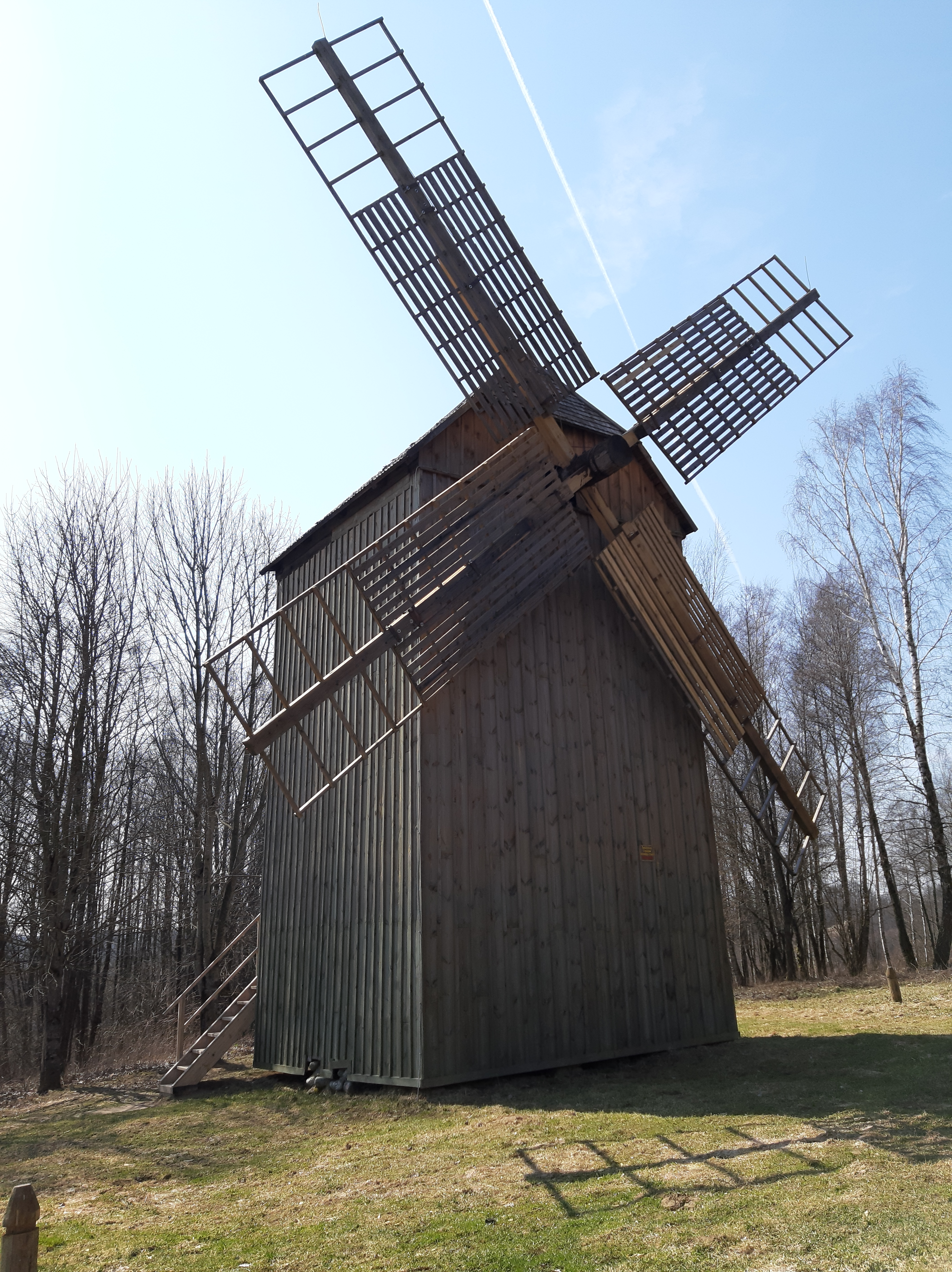
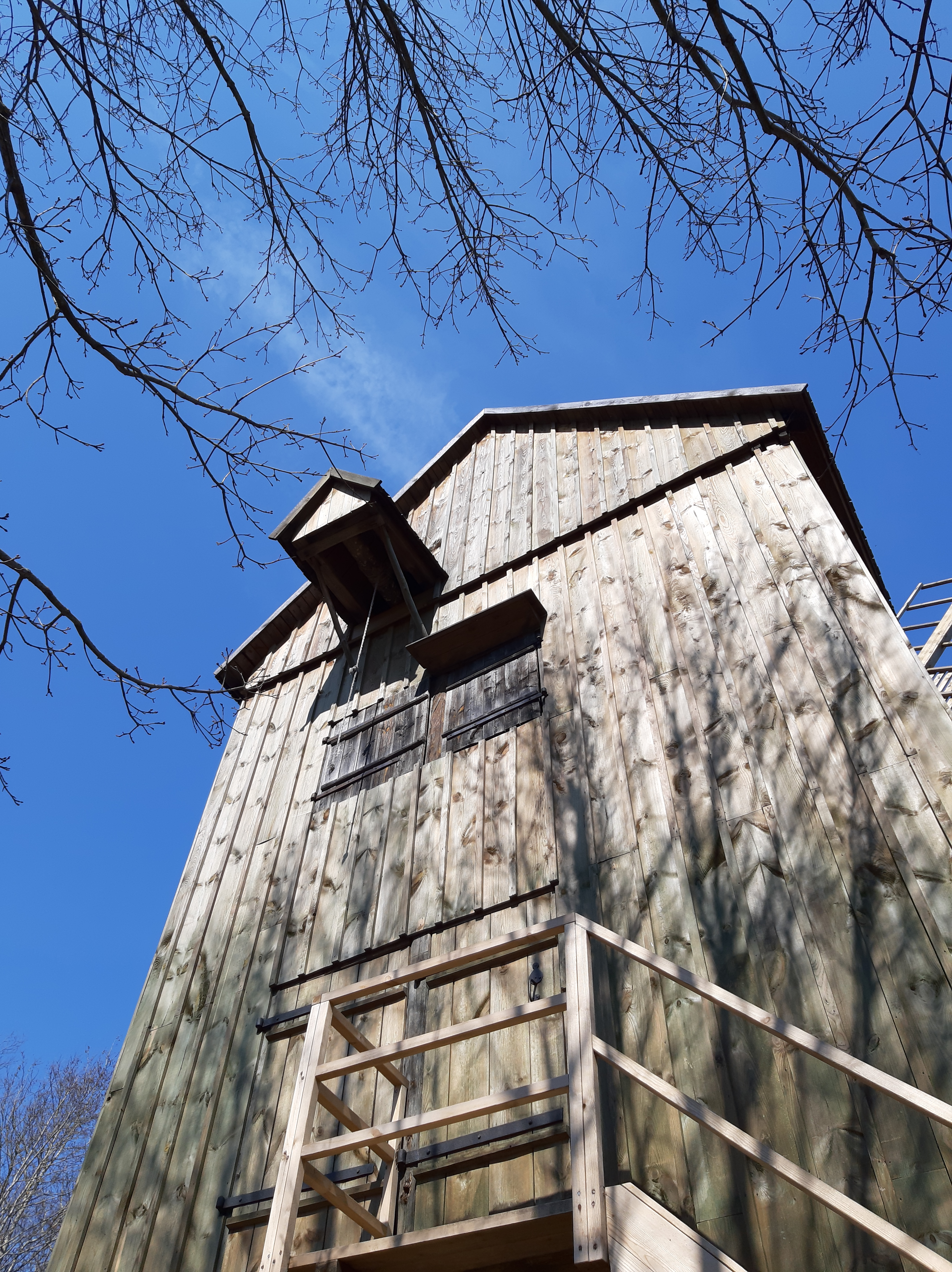
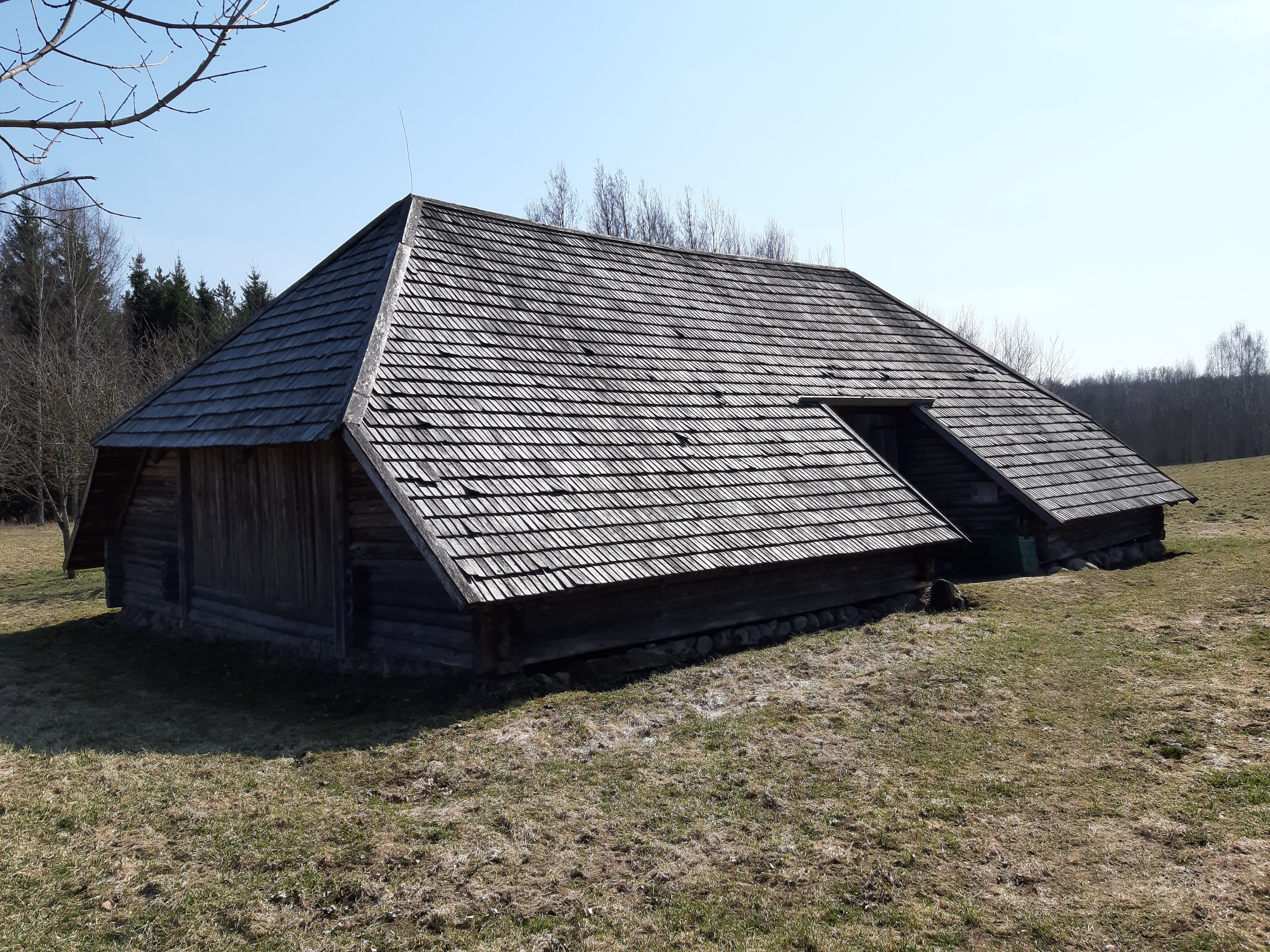
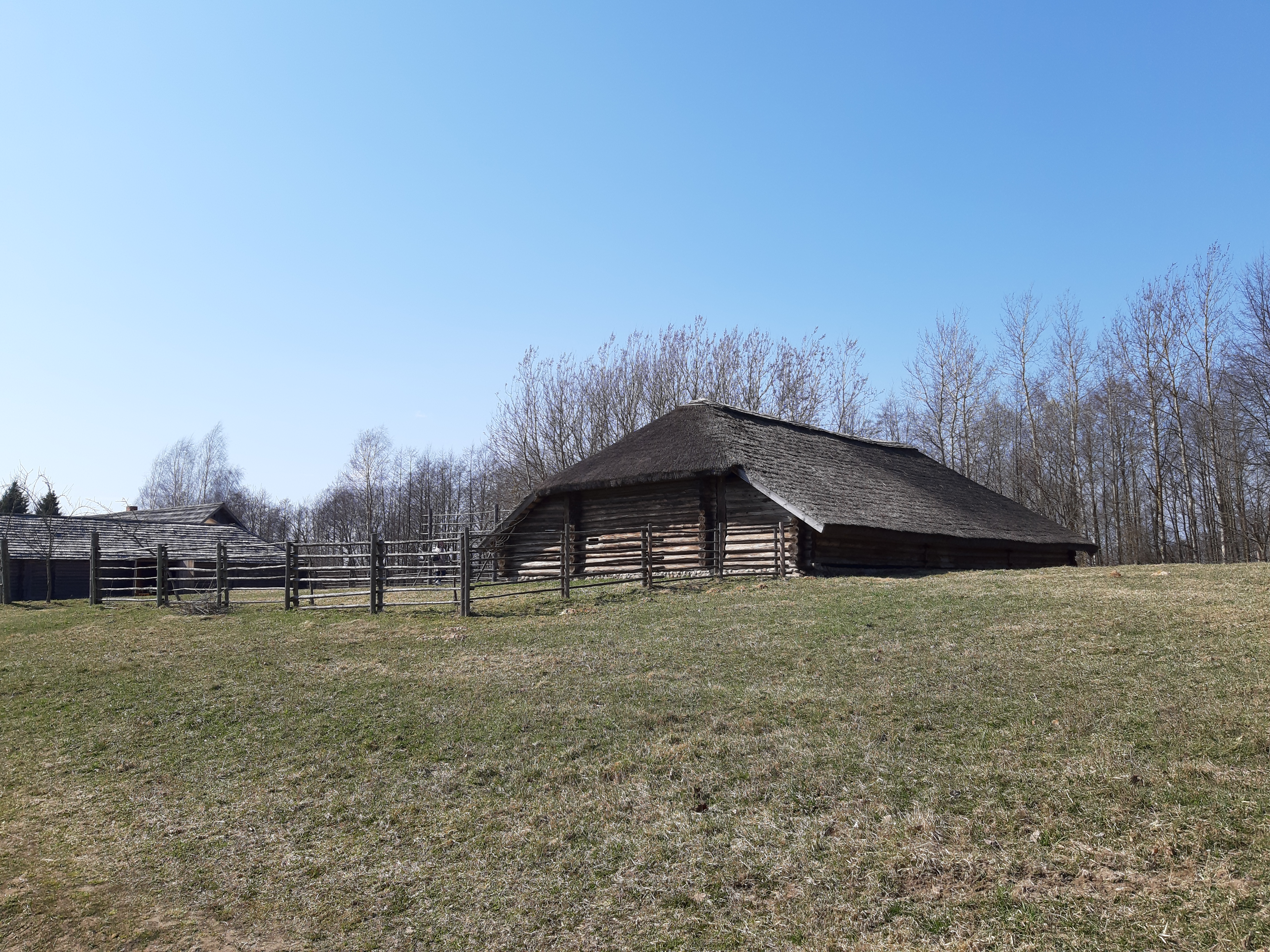
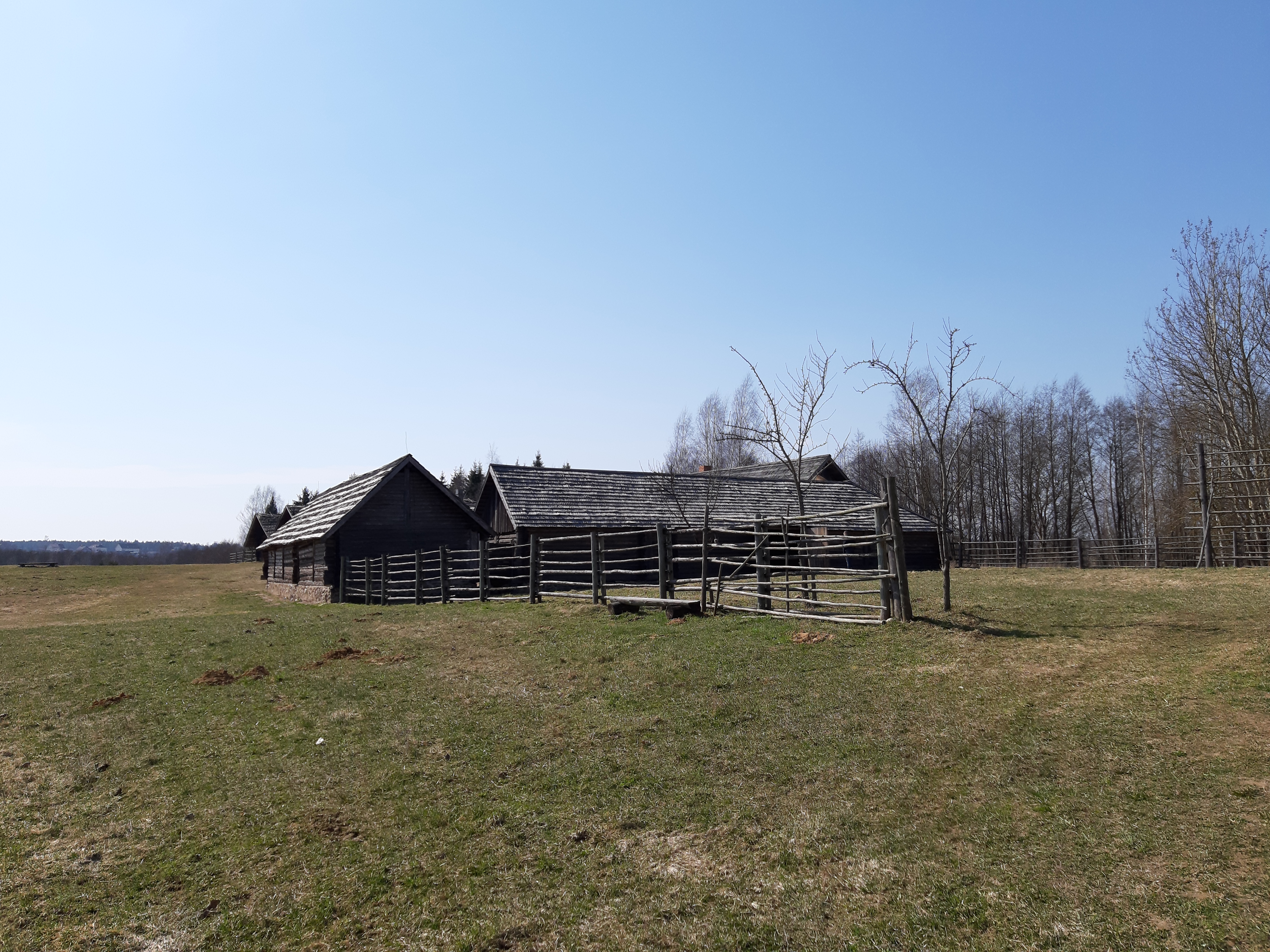
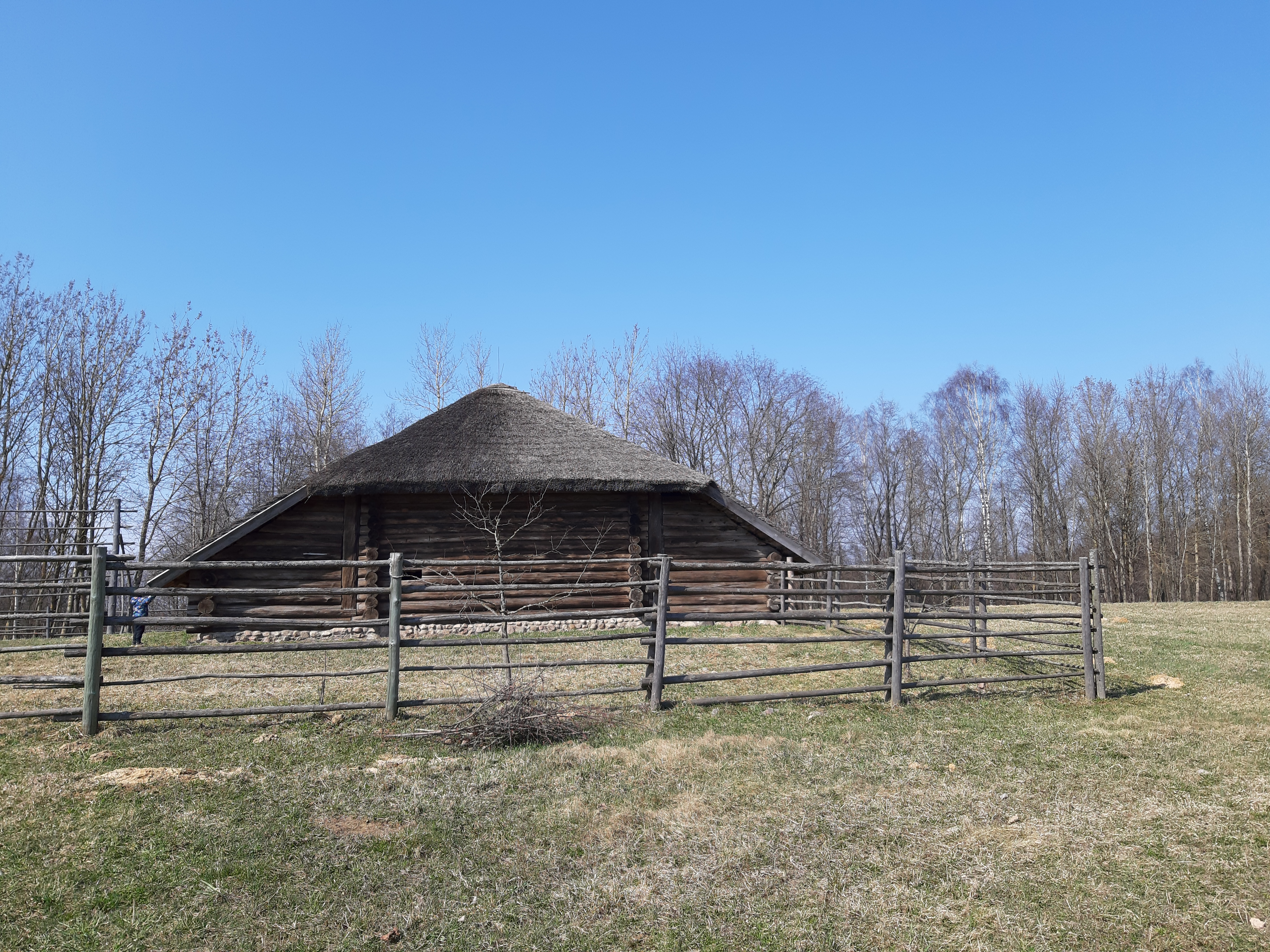
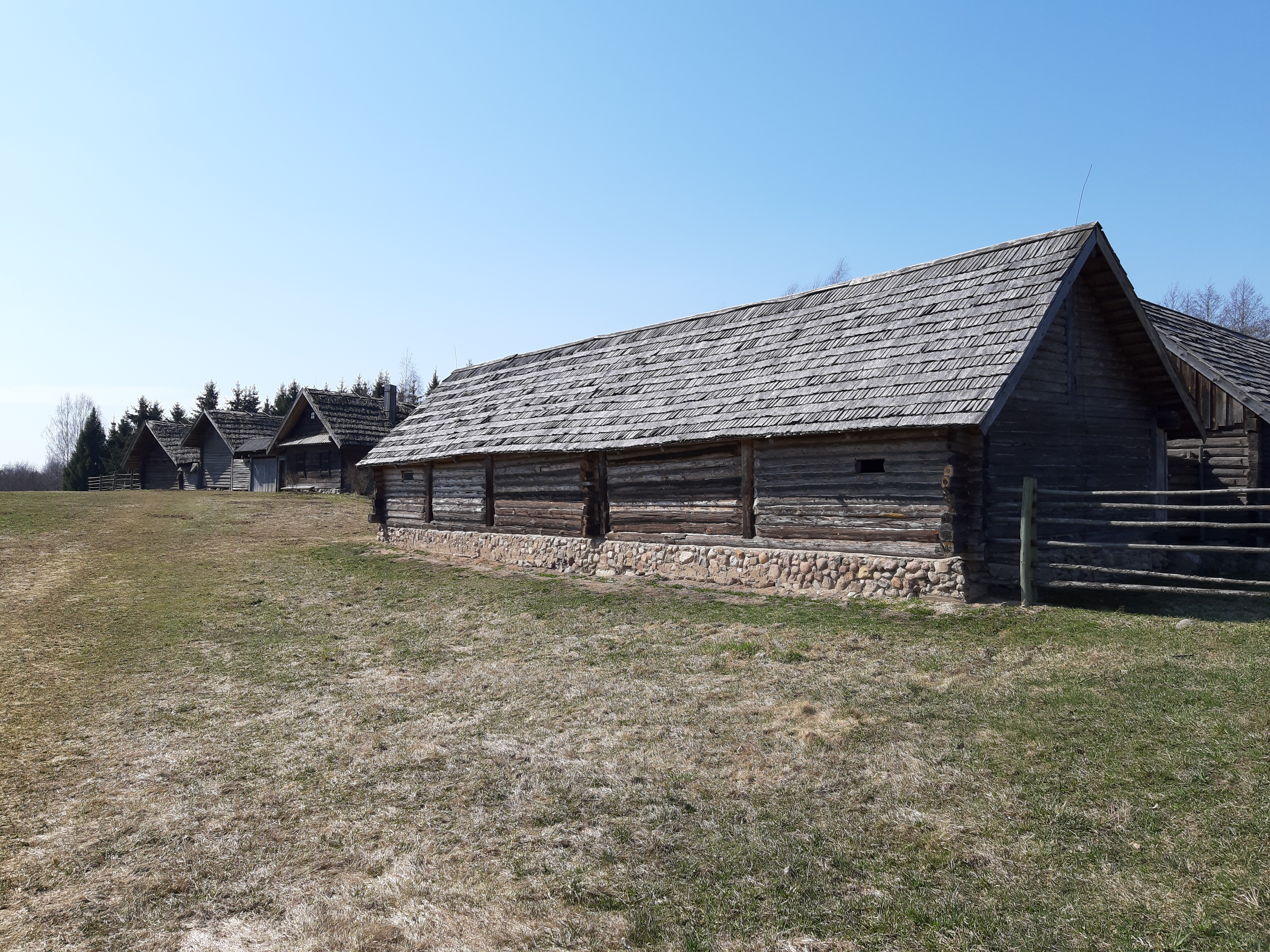
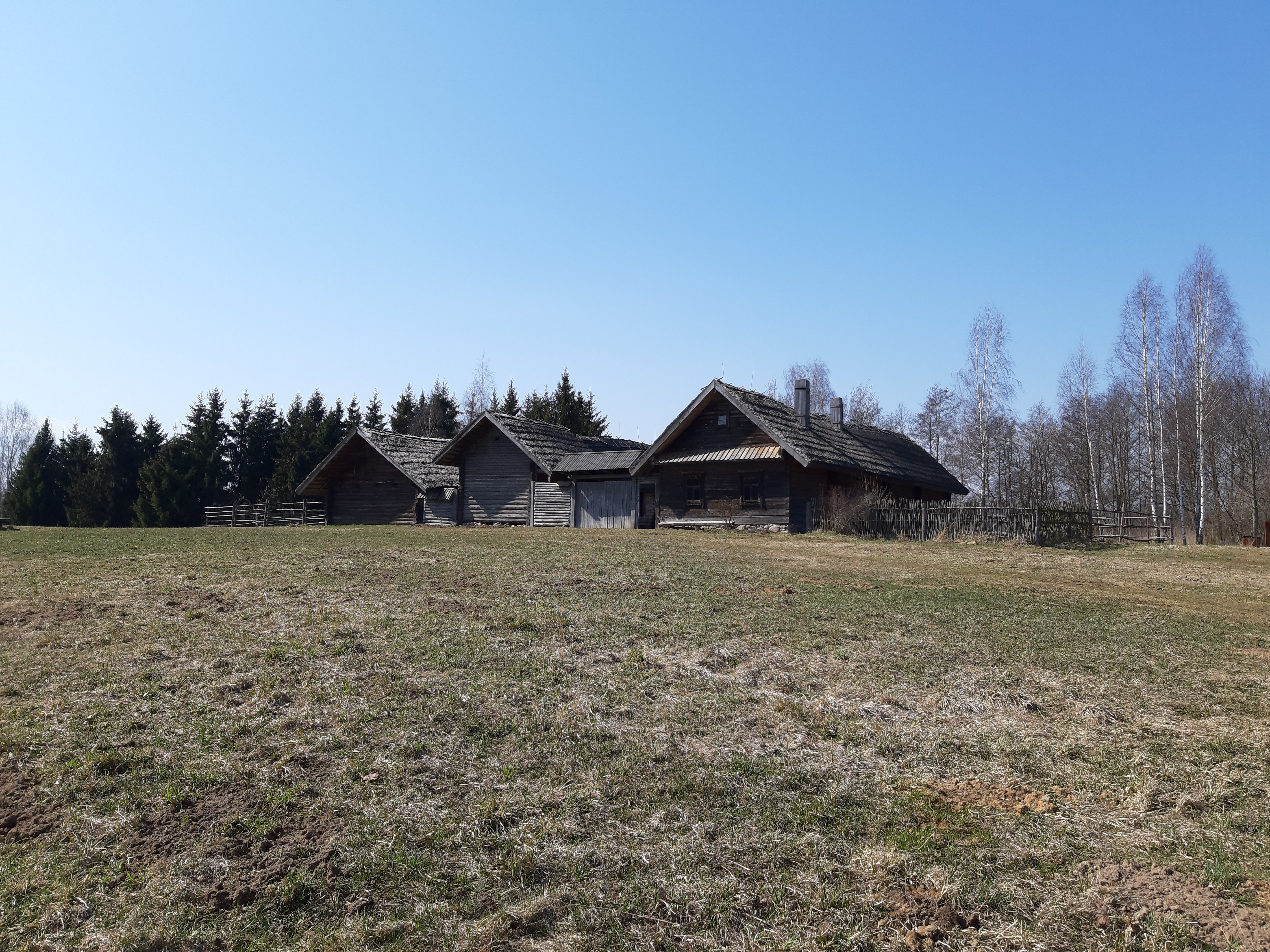
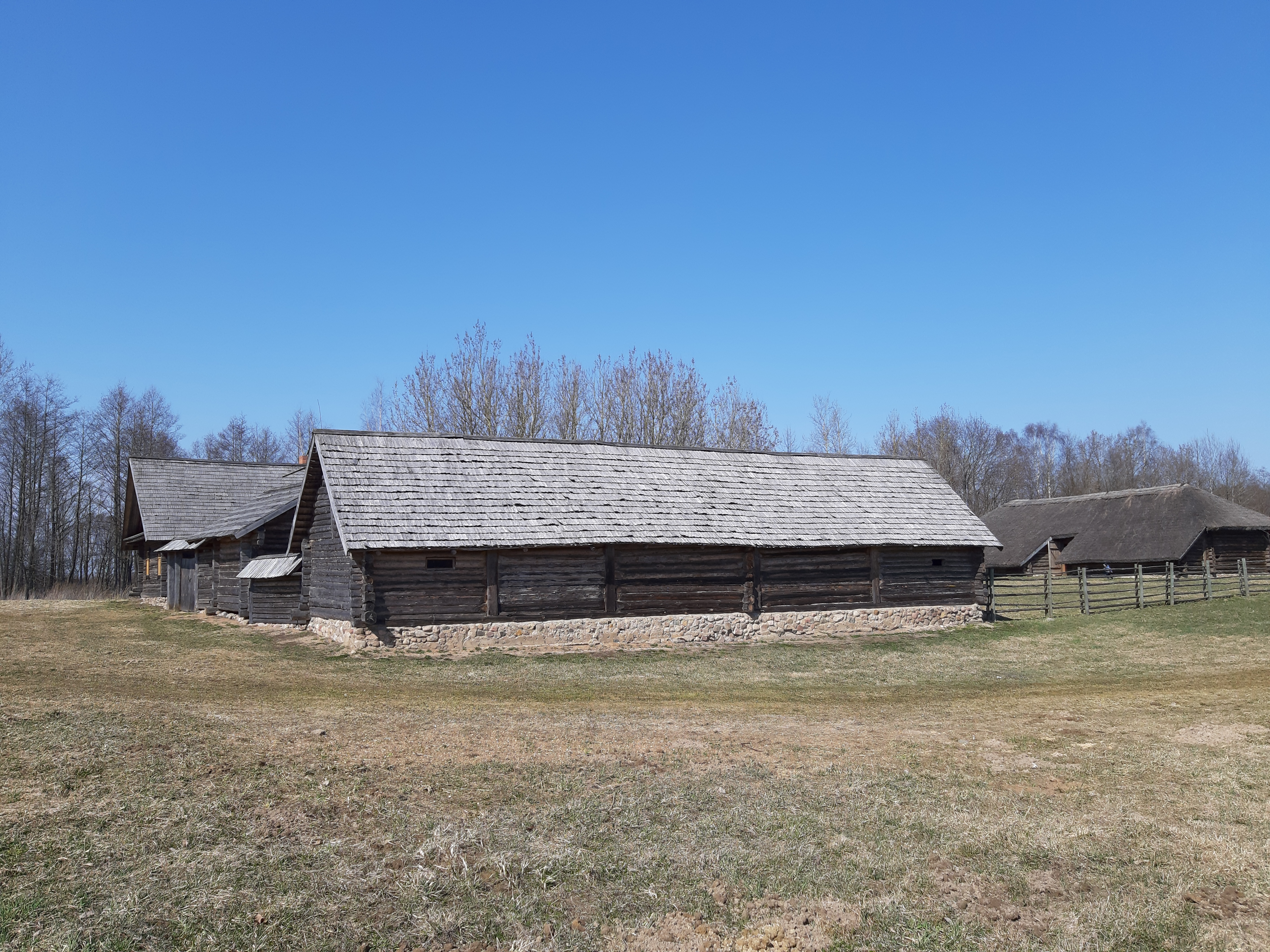
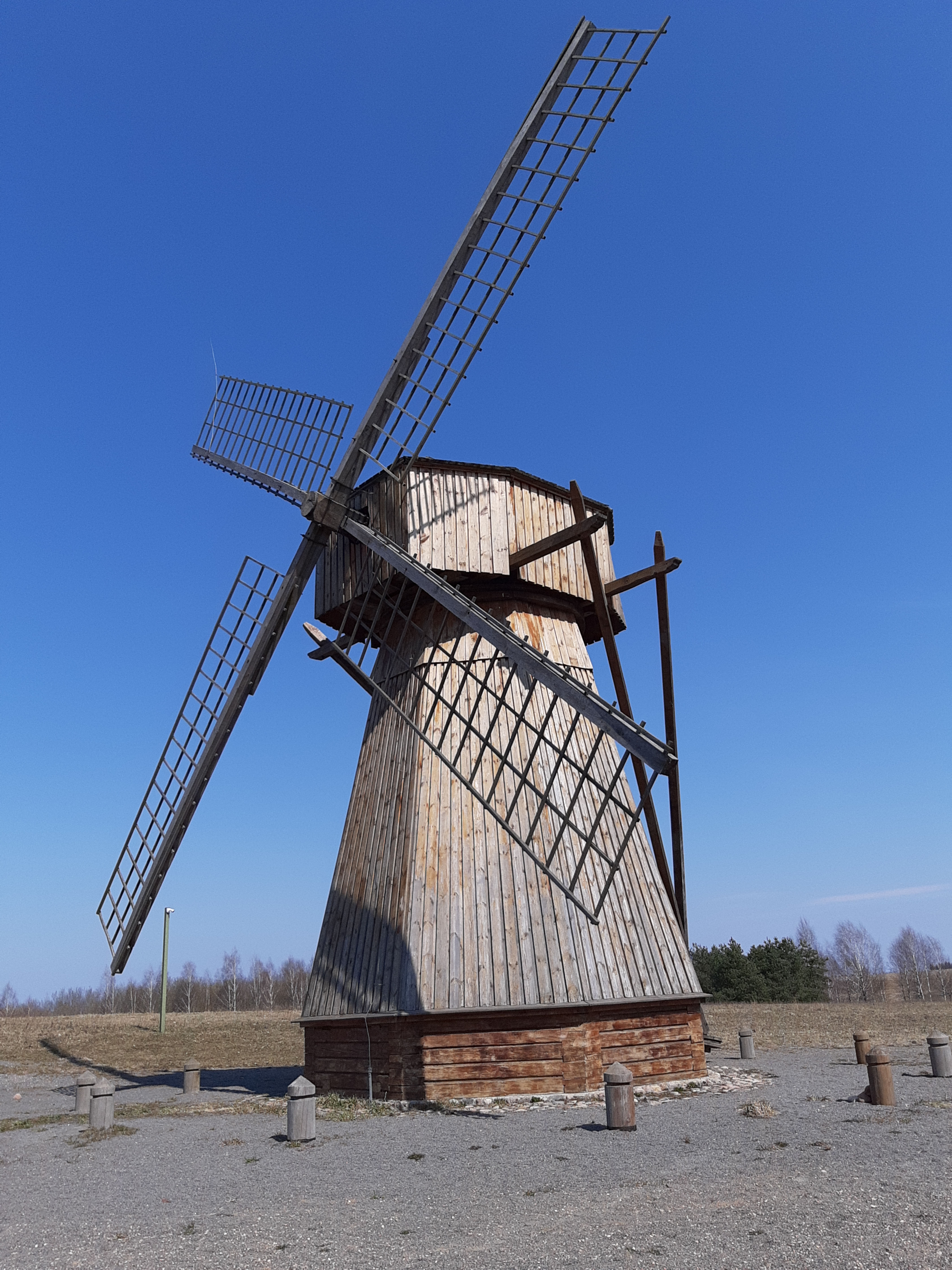
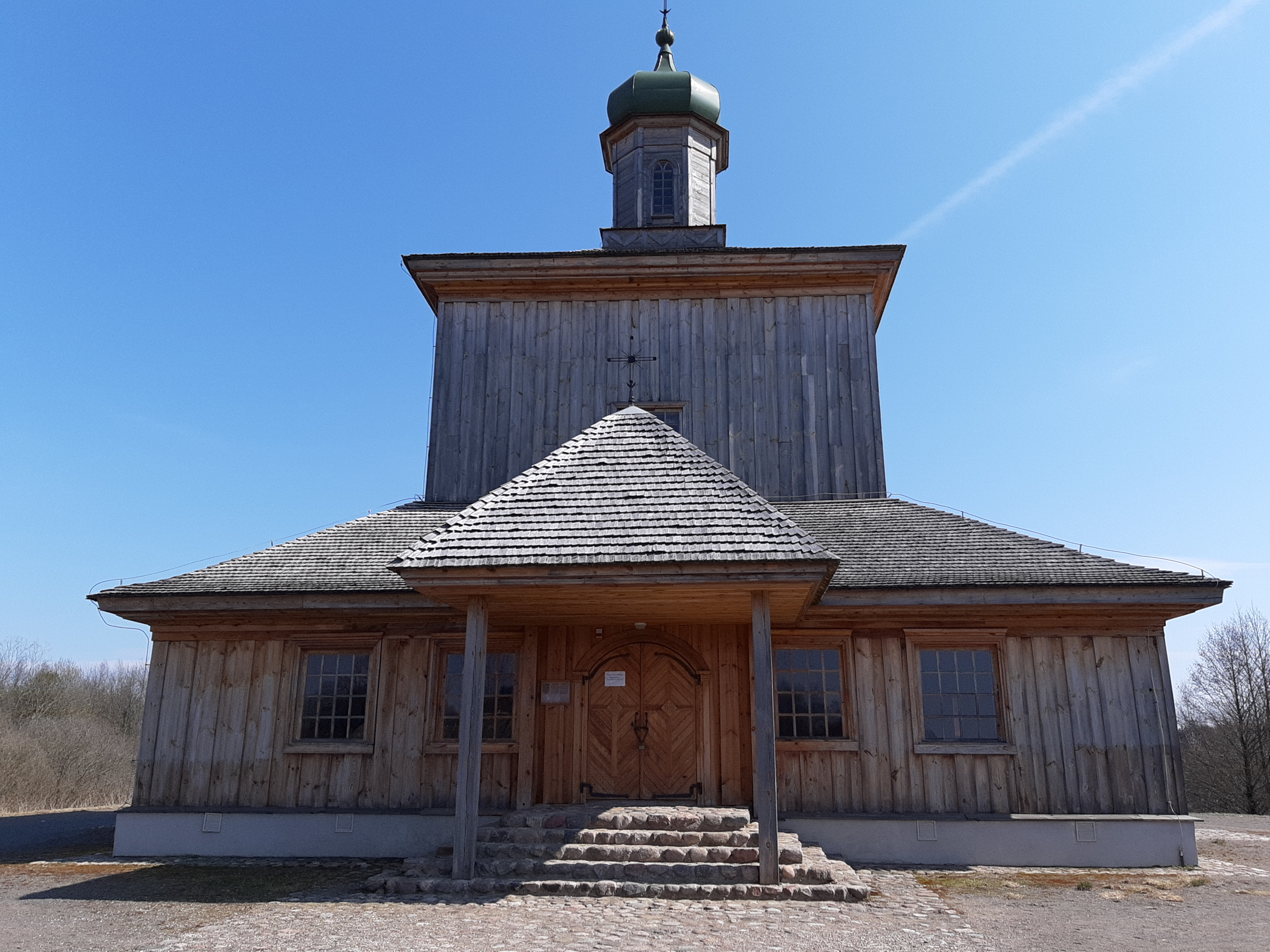
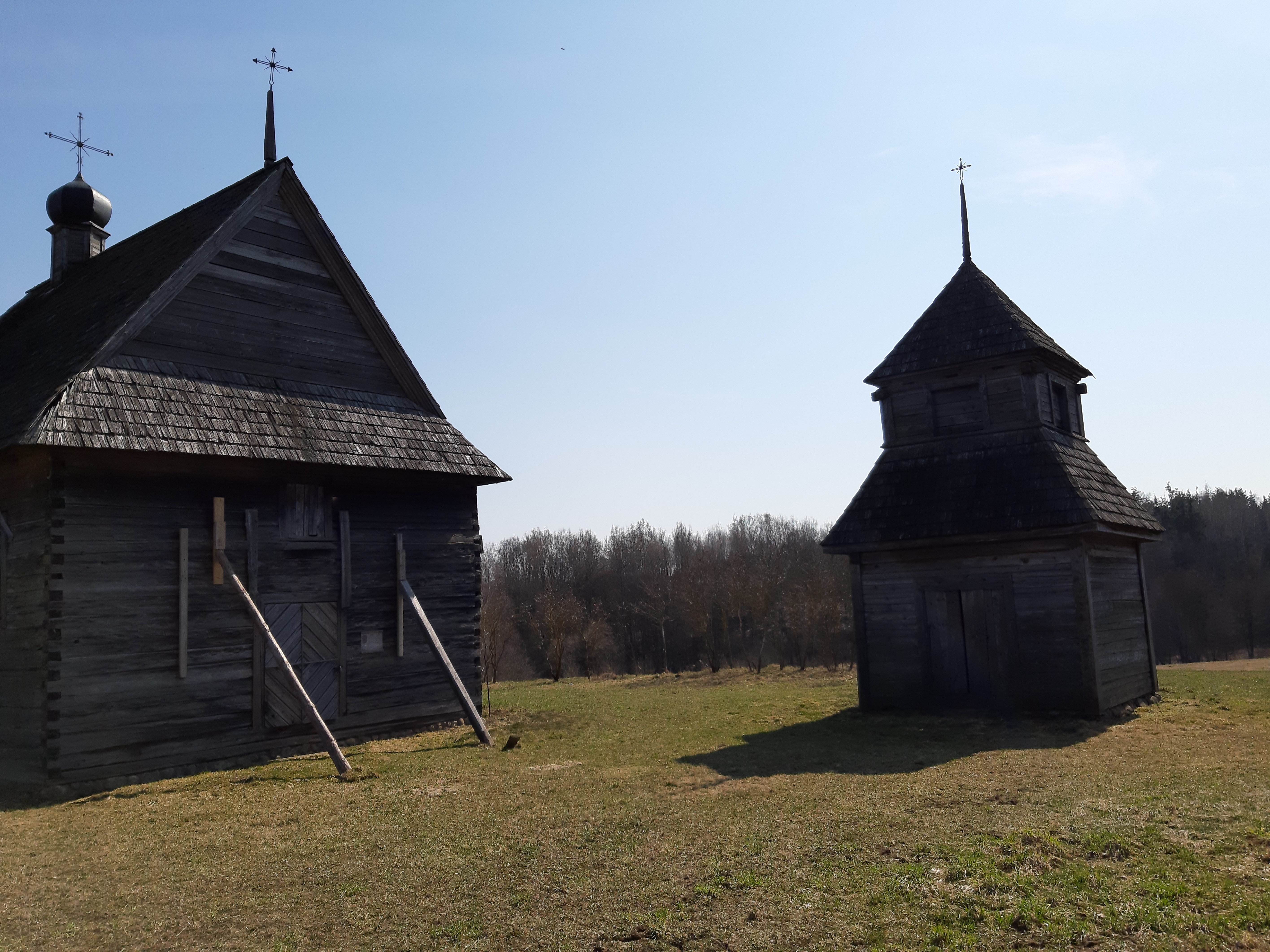
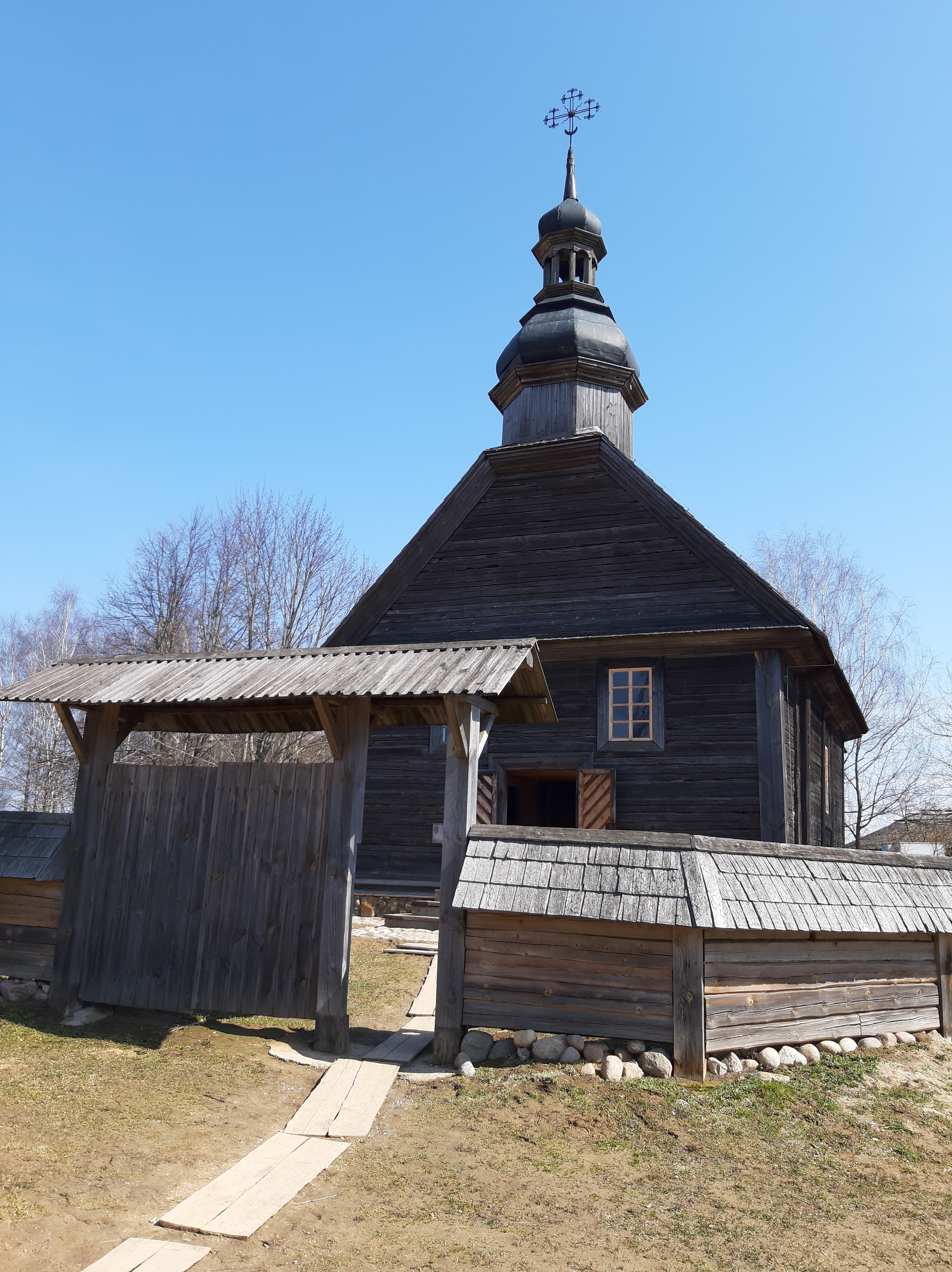
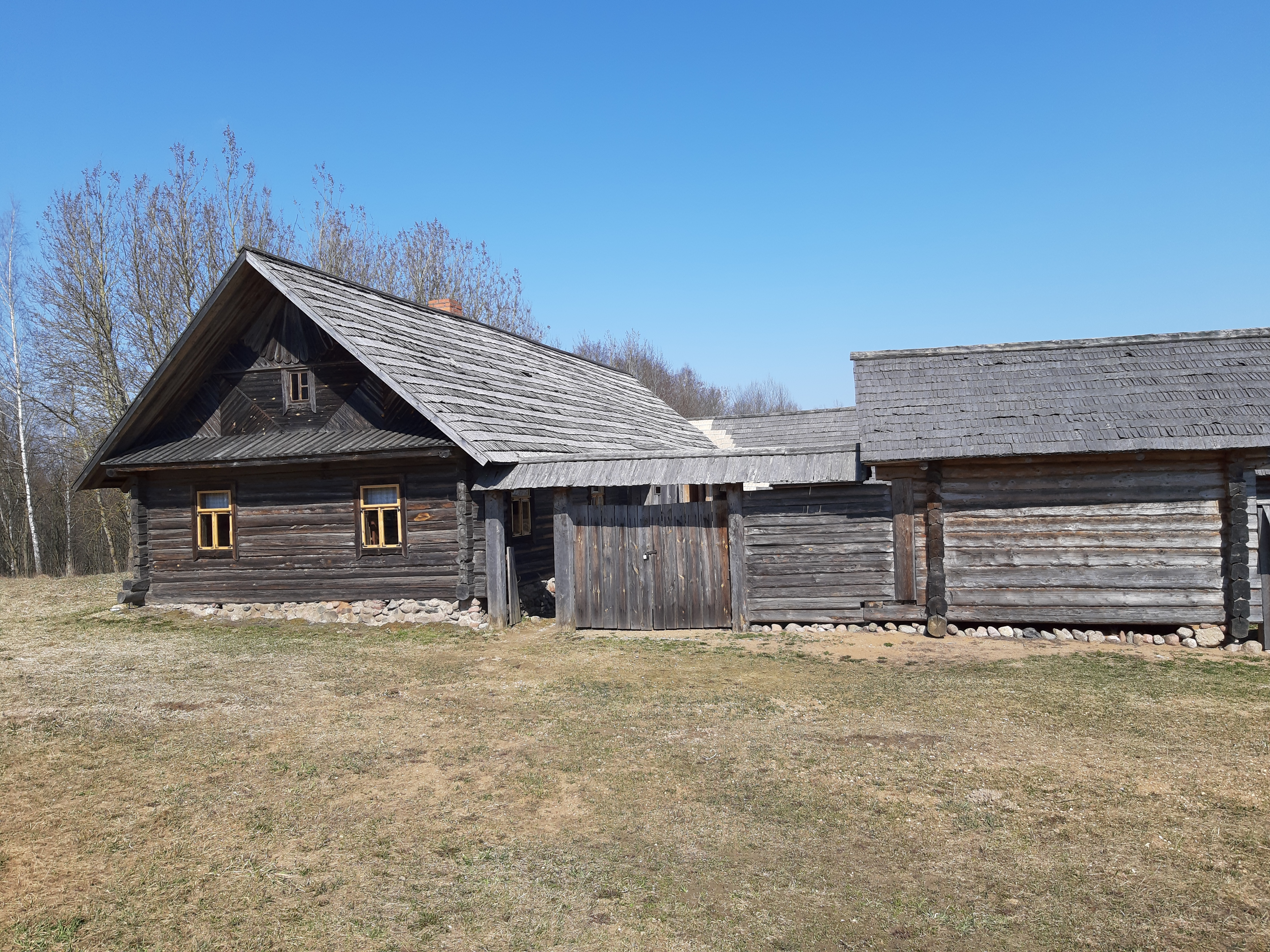
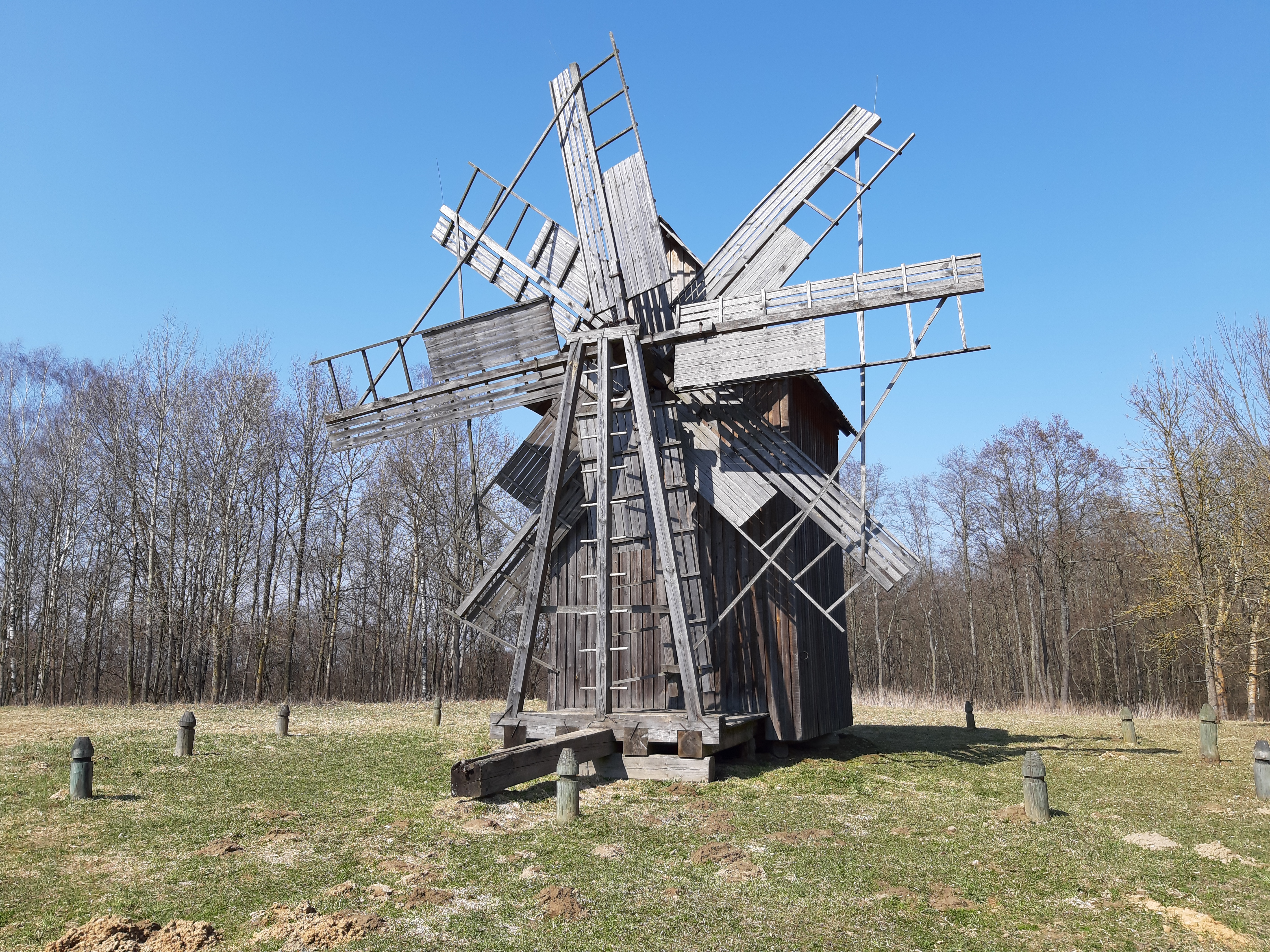
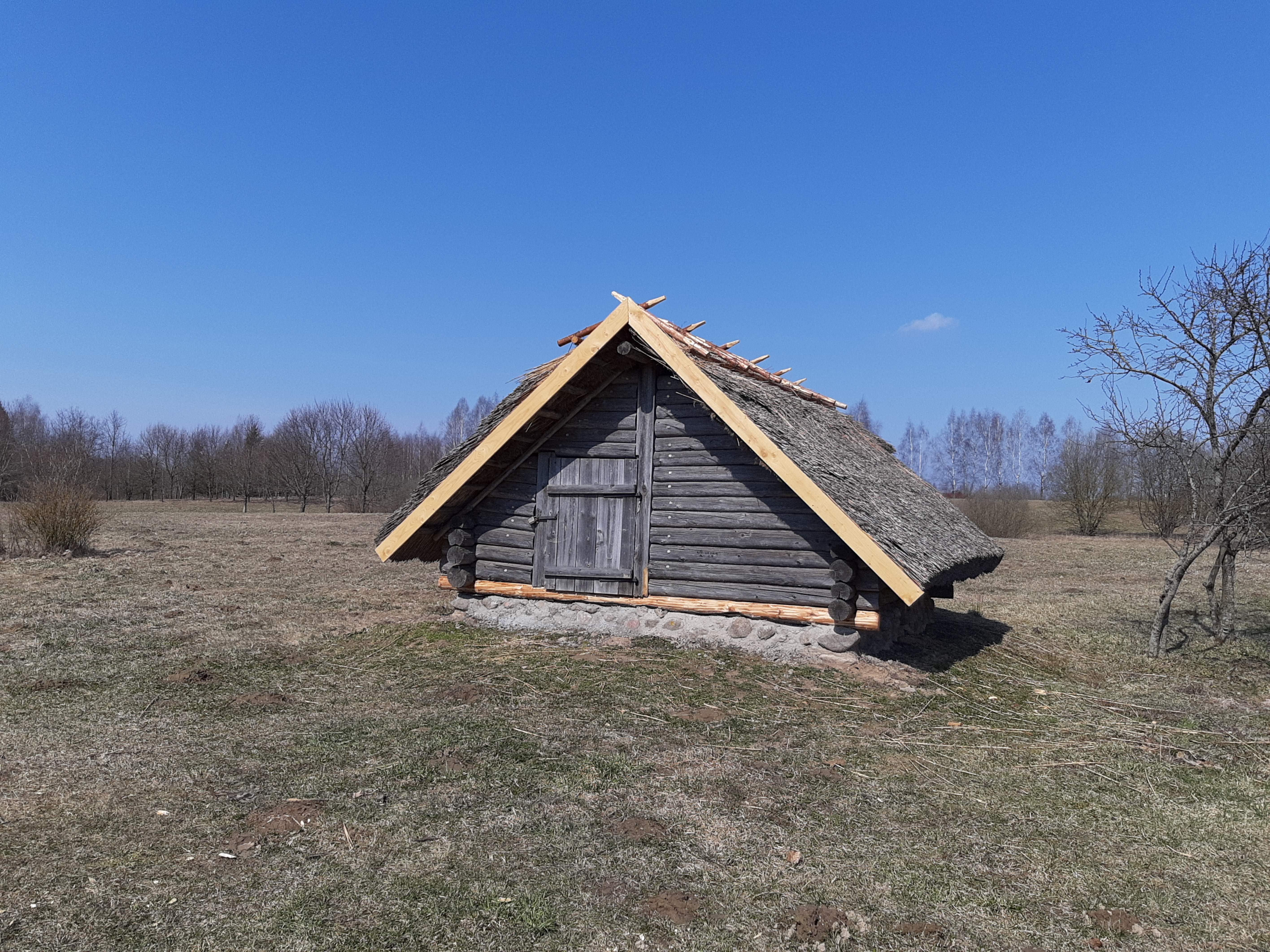

- Полёт на дельтаплане, вход через музей народной архитектуры и быта.

## Достопримечательность
- Братская могила (1944) —  Историко-культурная ценность Республики Беларусь, шифр 613Д000319.
- Курганный могильник (X век)[5][6]. Археологический памятник около агрогородка в 1,2 км на юг. Расположен на левом берегу реки Птичь.

### Памятник, скульптура
- Памятник В. И. Ленину
- Обелиск на могиле советских воинов 26-й гвардейской танковой дивизии (1948), партизана И. И. Пупко (1984)[7]

## Галерея

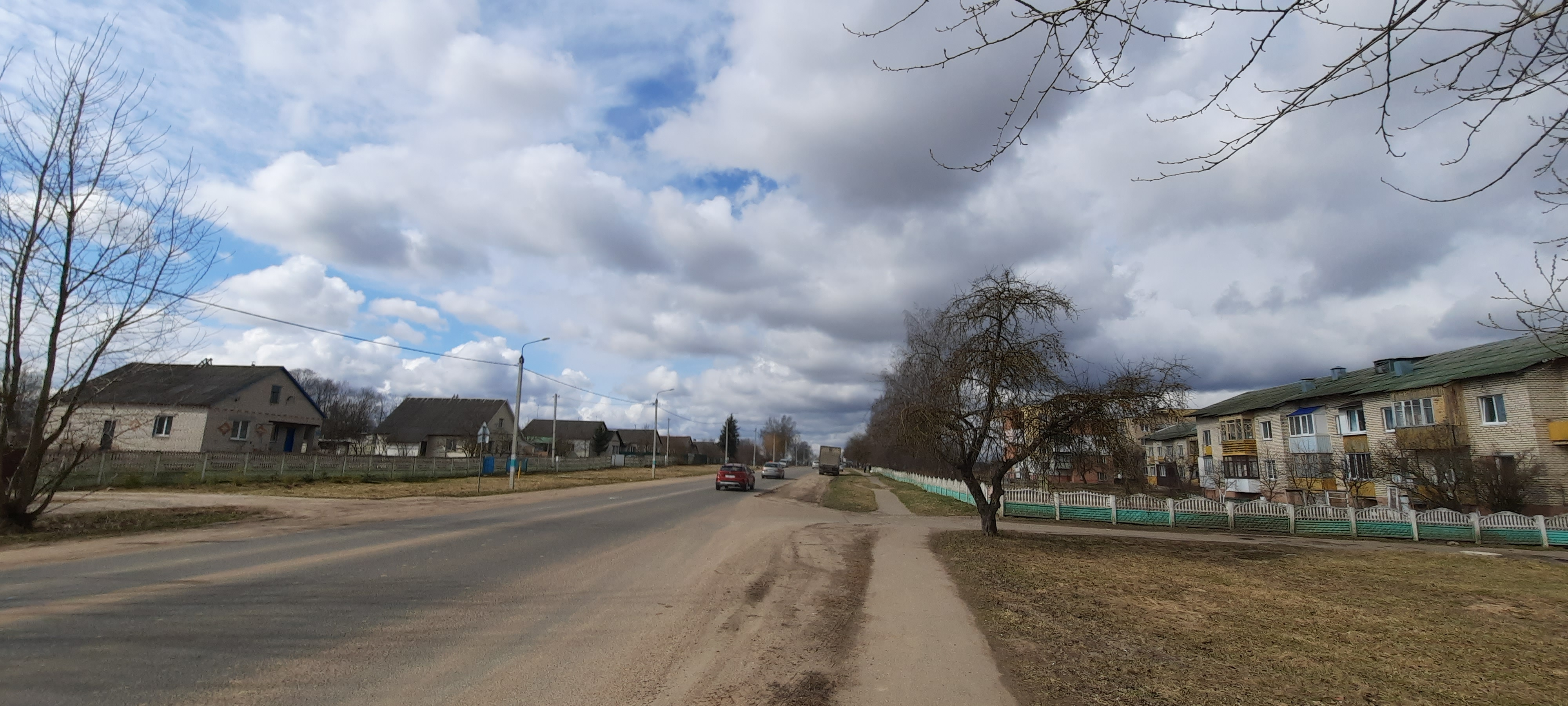
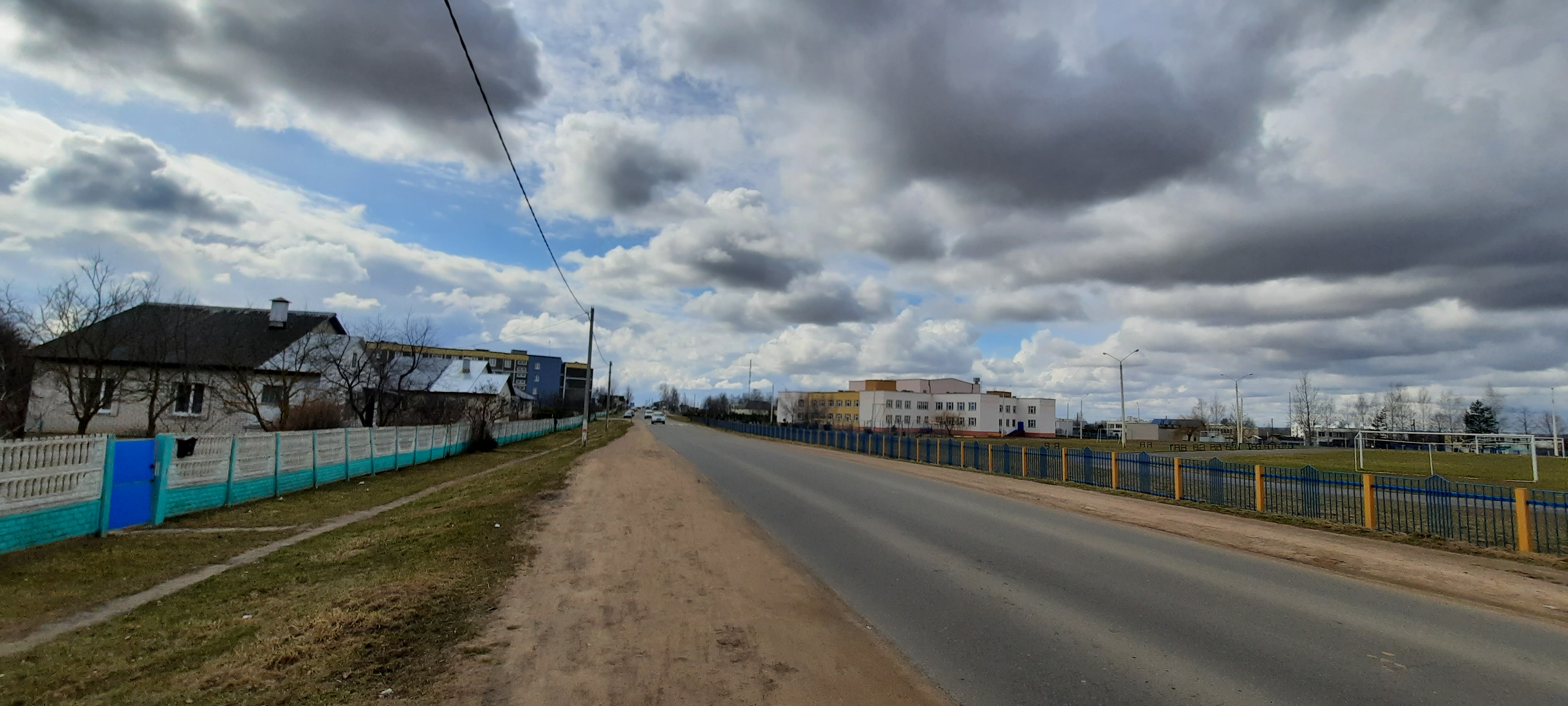
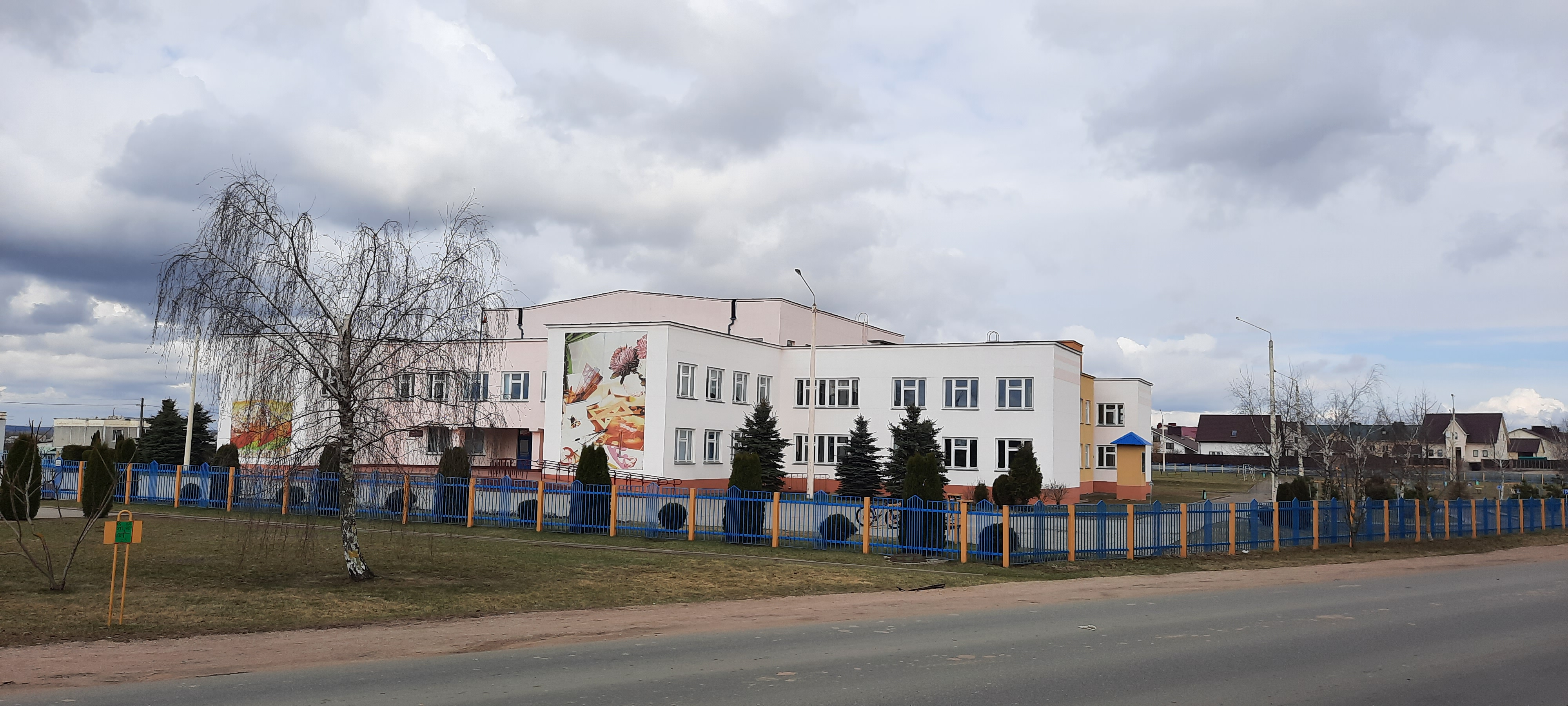
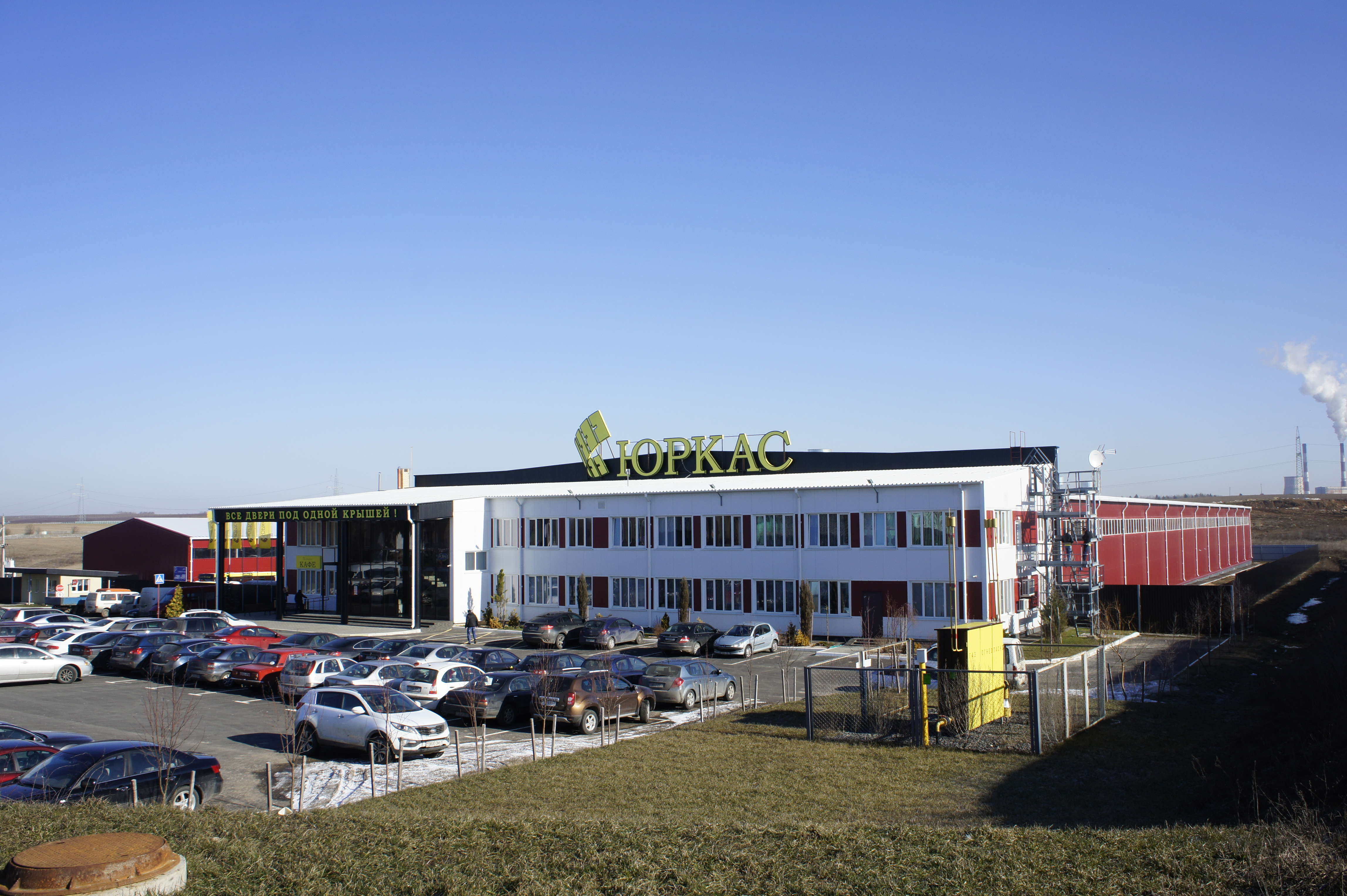